# 성직자부
성직자성(聖職者省, 라틴어: Congregatio pro Clericis)은 수도회에 소속되어 있지 않은 사제들과 부제들에 관한 문제와 감독을 책임지는 교황청의 심의회이다. 성직자성은 현직 사제에 대한 특면 청원을 다룰 뿐만 아니라, 사제평의회와 그 밖에 전 세계 곳곳의 사제 조직들에 적용되는 입법 행위를 다룬다. 다만 기독교 성직자들의 성추문 문제는 전적으로 신앙교리성에서 처리하기 때문에 성직자성에서는 취급하지 않는다.

## 역사
성직자성은 가톨릭교회의 곳곳에 트리엔트 공의회의 훈령이 제대로 적용되고 있는지를 감독하려는 목적으로 1564년 8월 2일 교황 비오 4세의 사도적 헌장 《Alias Nos》에 의해 설립된 ‘트리엔트공의회해석성성(Sacra Congregatio Cardinalium pro executione et interpretatione concilii Tridentini)’에서 기원한다. 트리엔트공의회해석성성은 일반적으로 공의회성성(S. Congregatio de Concilii)으로 불렸다. 1588년 1월 22일 교황 식스토 5세의 사도적 헌장 《Immensa》에 의하여 성직자성의 역할을 확장하여 트리엔트 공의회의 교회법에 관한 훈령집의 적절한 해석을 위임하여, 그에 관하여 논란의 여지가 있는 질문들에 대답하고 관구 공의회들을 감시하였다. 성직자성은 나중에 교구 사제들의 훈련과 관련된 것들만 빼고는 자체 권한을 많이 상실하였다. 하지만, 교황 바오로 6세가 1967년 12월 31일에 사도적 헌장 《보편 교회의 통치》(Regimini Ecclesiae Universae)를 공표하기 전까지는 초창기 이름을 여전히 고수하다가, 이후 성직자성으로 개칭되어 오늘에 이르고 있다.

## 역대 장관

### 공의회성성
- 카를로 보로메오 (1564년-1565년)
- 프란체스코 알치아티 (1565년-1580년)
- 필리포 본콤파니 (1580년-1586년)
- 안토니오 카라파 (1586년-1591년)
- 지롤라모 마테이 (1591년-1603년)
- 파올로 에밀리오 자키아 (1604년-1605년)
- 프란체스코 마리아 부르봉 델 몬테 산타 마리아 (1606년-1616년)
- 오라치오 란첼로티 (1616년-1620년)
- 로베르토 우발디니 (1621년-1623년)
- 코시모 데 토레스 (1623년-1626년)
- 보니파시오 베빌라쿠아 알도브란디니 (1626년-1627년)
- 파브리치오 베로스피 (1627년-1639년)
- 잠바티스타 팜필리 (1639년-1644년)
- 프란체스코 첸니니 데 살라만드리 (1644년-1645년)
- 피에르 루이지 카라파 (1645년-1655년)
- 프란체스코 파올루치 (1657년-1661년)
- 줄리오 체사레 사체티 (1661년-1663년)
- 안젤로 첼시 (1664년-1671년)
- 팔루초 팔루치 알티에리 델리 알베르토니 (1671년-1672년)
- 빈첸초 마리아 오르시니 디 그라비나 (1673년-1675년)
- 페데리코 발데스키 콜론나 (1675년-1691년)
- 갈레아초 마레스코티 (1692년-1695년)
- 주세페 사크리판테 (1696년-1700년)
- 반디노 판치아티키 (1700년-1718년)
- 피에르 마르첼리노 코라디니 (1718년-1721년)
- 쿠르지오 오리고 (1721년-1737년)
- 안토니오 사베리오 젠틸리 (1737년-1753년)
- 마리오 밀리니 (1753년-1756년)
- 조반니 자코모 밀로 (1756년-1757년)
- 클레멘테 아르젠빌리에르스 (1757년-1758년)
- 페르디난도 마리아 데 로시 (1759년-1775년)
- 카를로 비토리오 아메데오 델레 란체 (1775년-1784년)
- 굴리엘모 팔로타 (1785년-1795년)
- 톰마소 안티치 (1795년-1798년)
- 필리포 카란디니 (1800년-1810년)
- 소 줄리오 가브리엘리 (1814년-1820년)
- 엠마누엘레 데 그레고리오 (1820년-1834년)
- 빈첸초 마키 (1834년-1841년)
- 파올로 폴리도리 (1841년-1847년)
- 피에트로 오스티니 (1847년-1849년)
- 안젤로 마이 (1851년-1853년)
- 안토니오 마리아 카지아노 데 아제베도 (1853년-1860년)
- 프로스페로 카테리니 (1860년-1881년)
- 로렌초 니나 (1881년-1885년)
- 루이지 세라피니 (1885년-1893년)
- 안젤로 디 피에트로 (1893년-1902년)
- 빈첸초 반누텔리 (1902년-1908년)
- 카시미로 젠나리 (1908년-1914년)
- 프란체스코 디 파올라 카세타 (1914년-1919년)
- 도나토 라파엘레 스바레티 타차 (1919년-1930년)
- 줄리오 세라피니 (1930년-1938년)
- 루이지 말리오네 (1938년-1939년)
- 프란체스코 마르마기 (1939년-1949년)
- 주세페 브루노 (1949년-1954년)
- 피에트로 치리아치 (1954년-1966년)

### 성직자성
- 장 마리 비요 (1967-1969)
- 존 조셉 라이트 (1969-1979)
- 실비오 오디 (1979-1986)
- 안토니오 인노첸티 (1986-1991)
- 호세 토마스 산체스 (1991-1996)
- 다리오 카스트리욘 오요스 (장관 서리 1996-1998, 장관 1998년 - 2006년 10월 31일)
- 클라우디오 우메스 (2006년 10월 31일 - 2010년 10월 7일)
- 마우로 피아첸차 (2010년 10월 7일 - 2013년)
- 베니아미노 스텔라 (2013년 - 2021년)
- 유흥식 라자로 (2021년 - )